# Municipio de Doctor González
El municipio de Doctor González es un municipio del estado de Nuevo León, México. Cuenta con una extensión territorial de 701.8 km².
Doctor González se ubica en las coordenadas geográficas 25º26' de latitud norte y 95º57' de longitud oeste en la región centro - este del Estado de Nuevo León a una altitud de 404 metros sobre el nivel del mar. Su distancia del municipio de Monterrey es de 48 km. por la carretera Monterrey - Miguel Alemán.
Le fue otorgado este nombre en honor al Doctor José Eleuterio González; también conocido como “Gonzalitos”. Colinda al norte con Higueras y Cerralvo, al sur con Pesquería y Los Ramones, al este con Cerralvo y al oeste con Marín.

## Reseña histórica
Hace casi 300 años el valle de las Salinas es una denominación que en la geografía histórica del Nuevo Reino de León sirve para comprender la región natural situada al norte de Monterrey hasta Sierra de Picachos, Cerro el Fraile y Sierra Papagayos. Región que conforma una extensa zona caracterizada por la salinidad de sus tierras, muy útil para la cría de ganado y en la cual se asentaron un gran número de ranchos y haciendas durante los siglos XVII, XVIII y XIX.
La actividad agrícola y ganadera en este valle fue siempre sobresaliente. Destacaron en aquel tiempo las haciendas de Mamulique, de San José, de Tierra Blanca, de San Pedro de Santa Elena y la Hacienda de Ramos 
En el marco de la historia de pobladores de estos valles, un día, el 21 de octubre de 1694, el alférez Marco Flores, vecino del valle del carrizal. Hace petición al gobernador del Nuevo Reino de León, Gral. don Francisco Pérez Merino, de cuatro caballerías de tierra y un sitio de ganado mayor.

## Clima
El municipio posee un clima Semiseco, templado con una temperatura promedio de 24 °C y una precipitación de 550 mm.

## Ecosistema
Flora: Matorral espeso tamaulipeco y mezquite.
Fauna: Oso negro, coyote, conejo, liebre, tortuga, venado, jabalíes, armadillo, etc.

## Gobierno
El actual Alcalde del municipio es Alejandro González, electo mediante el voto en los comicios del año 2024, candidato del Partido Revolucionario Institucional (PRI)

## Principales Localidades
El municipio tiene 69 localidades entre las que destacan:
Cabecera Municipal: Concentra la mayoría de la población del municipio, distribuida en 3 colonias: Parque Industrial, Centro y Buenos Aires. Las principales actividades económicas son la agricultura, ganadería, industria y comercio, la población aproximada es 1800. La distancia desde la capital del Estado es 46 km. 
Nuevo Repueblo: Las principales actividades son la agricultura y la ganadería población aproximada 400 habitantes. 
La Venadera: Las principales actividades son la agricultura y la ganadería población aproximada 250 habitantes. 
Hualiches: Las principales actividades son la agricultura y la ganadería población aproximada 220 habitantes.

## Escudo de Armas
Con Motivo de la celebración del Centenario de la elección en Villa de Dr. González en 1983 y siendo Presidente Municipal el Sr. Rubén Gutiérrez González, se llevó a cabo el rediseño del Escudo de Armas de González, convocado por un programa del Gobierno del Estado. El trabajo presentado por la Arq. Elena Margarita González de Gutiérrez fue ganadora y fue aprobada por el Cabildo.

## Gastronomía
Uno de los platillos tradicionales quizá el más conocido es el de: Las gordas de elote, el guisado de res, fritada de cabrito, asado de puerco, repostería, turcos, empanadas, hojarascas, la carne seca de res y dulces típicos, queso de leche, recocida y dulces de leche conocidas como "bolita de leche".

## Monumentos Arquitectónicos
Los principales monumentos históricos que encuentran en el municipio de Dr. González son:
-La Presidencia Municipal.
-Iglesia del santo corazón de Jesús
En el año de 1939 se edificó la Iglesia del Sagrado Corazón de Jesús, situado en la calle 5 de Mayo y República y, curiosamente, fuera de la plaza principal. Cabe destacar que la iglesia forma parte del escudo de armas del municipio en la parte inferior derecha, por ser el patrono del pueblo.
-El reloj municipal
Torre de cuatro pisos, el Reloj Municipal ubicado en la plaza principal y construido en 1956 siendo presidente municipal don José Chapa Garza.
-Templo de San José.
-Edificio de la Logia Masónica
Dr. González es llamada «La cuna de la masonería en Nuevo León», porque en 1845, cuando este sitio era todavía la antigua Hacienda de Ramos, se formó la primera logia masónica del estado de Nuevo León, auspiciada por la Gran Logia de Veracruz. Fue llamada bajo el nombre de «Tolerancia Masónica n.º 13. El 24 de junio de 1945, Telésforo Chapa Benavídes (gran maestro de la Gran Logia del estado de Nuevo León) inauguró el edificio de la Logia Masónica para conmemorar los primeros cien años de masonería en Nuevo León. En este Marco Histórico de la Hacienda de Ramos, nace la Primera Logia Nuevoleonesa, la precisión de la fecha, se pierde en las tinieblas de los tiempos, por una parte por el secretismo de la orden y por otra, por la obstinada y encarnizadas persecuciones de que eran objeto sus miembros, hecho que no los amedrentaba pero si obligaba a los masones mantenerse en sigilo permanente. Sin embargo datos provenientes de historiadores de renombre y de algunos primitivos masones del lugar cuentan que a su vez les fue contado por su familia que en el año 1832, otros que en los años cercanos a 1845, mas, se dice, llegaron a la población unos comerciantes, dueños de varios trenes de carros de tracción animal que venían del Estado de Veracruz a establecer este negocio por aquí, pues como no había ferrocarriles, eran el medio más rápido que se utilizaba en el transporte de mercancías e intercambio comercial.
Estos comerciantes conocidos solo por sus apellidos hermanos Guerra, con el deseo que tenían de continuar su vida masónica, muy a pesar de dos grandes dificultades, la primera, el continuo viajar por su trabajo, y la otra el no tener residencia fija. No obstante sin desalentarse por el detalle, determinaron formar una Logia ambulante, y escogieron uno de los parajes reales, de la hacienda de ramos, en un lugar que se afirma se localizaba yendo por el camino Real pasando el Arroyo Ramos en una planicie llamada la Loma del Tio Justo, donde acampaban frecuentemente, pues ahí es el lugar donde la historia nos dice que los Hermanos Guerra del Estado de Veracruz, trazaron surcos de luz y sembraron afanosamente la semilla de la fraternidad, siendo este lugar la hoy municipalidad de Dr. González, Nuevo León, ahí levantaron columnas (simbólicamente Templo) celebrando su primer tenida (nombre de las reuniones de los masones)la llevaron a cabo a cielo abierto iniciando a comerciantes, ganaderos y agricultores de su confianza y amistad, así también a los mayordomos de sus trenes, en ese acto que dio vida a la primera logia masónica del Estado de Nuevo León, se discutió y aprobó que llevara el sugestivo nombre de “TOLERANCIA MASONICA, dependiendo de Veracruz donde obtuvo en el orden administrativo el número 13.
Cuando el arzobispo de Linares tuvo conocimiento de la fundación de la Logia ambulante, mandó perseguir a sus fundadores y miembros, no siendo pocas las veces que los trenes de los Señores Guerra sufrieron atracos por gente fanática o bandidos de camino real. Ante la violenta acción clerical y ante el peligro de los segundos, los hijos de Tolerancia, formaron en su defensa un frente único, cuya unidad de criterio y acción los salvó e hizo que se distinguieran como hombres valientes y honrados, atrayendo por ese motivo la atención y respeto de todos.
Durante la Intervención Norteamericana en 1847, hubieron de suspenderse los trabajos de Logia, alistándose en el Ejército Nacional la mayoría de sus miembros, inclusive los Hermanos Guerra, para combatir al invasor. Existen anécdotas de hechos heroicos de los masones, que les propiciaron varios reveses a los invasores en las cercanías del río de Marín, Sin embargo el Municipio de Marín fue uno de los pueblos que sufrió más durante la Invasión Americana, sus casas junto con las de la Hacienda de Ramos, hoy Doctor González, fueron incendiadas y destruidas casi en su totalidad, por el ejército invasor.
Por los Años 1855-1857 volvió TOLERANCIA a levantar columnas, con residencia fija en Monterrey, donde con todo ahínco realizó trabajos por la noble causa de la masonería. Años más tarde cuando el Benemérito de las Américas, Presidente Benito Juárez, defendía los supremos poderes de la República y a su paso por esta ciudad, invitado que fue por esta logia, asistió a sus trabajos, al hacer uso de la palabra, le grabó para siempre con prestigio de ella el grandioso título de BENEMERITA, al conocer la antigüedad, disciplina, perseverancia y patriotismo de sus componentes, esta visita se encuentra grabada en uno de los Magazines que bajo el nombre de LOGOS publicara en 1938 la muy respetable Gran logia Benito Juárez del Estado de Coahuila, del Gran oriente de Torreón.

## Historial de Presidentes Municipales
| Presidente Municipal              | Período de Gobierno |
| --------------------------------- | ------------------- |
| Eduardo Chapa Garza               | 1939-1940           |
| Aurelio Gutiérrez Martínez        | 1941-1942           |
| Leocadio González Gutiérrez       | 1943-1945           |
| Lázaro Páez                       | 1946-1948           |
| Tomás Martínez Salinas            | 1949-1951           |
| Juan Antonio Campos Díaz          | 1952-1954           |
| José Chapa Garza                  | 1955-1957           |
| Victoriana Martínez Vda. de Garza | 1958-1960           |
| Juan Antonio Campos Díaz          | 1961-1963           |
| Santiago Martínez Salinas         | 1964-1966           |
| Ramiro Garza Chapa                | 1967-1969           |
| Juan Antonio Campos Díaz          | 1970-1971           |
| José Héctor Martínez Martínez     | 1972-1973           |
| Eduardo Martínez Martínez         | 1974-1976           |
| Teodoro Garza Chapa               | 1977-1979           |
| Josefa González de Rueda          | 1980-1982           |
| Rubén Gutiérrez González          | 1983-1985           |
| Juan de Dios Chapa Chapa          | 1986-1988           |
| Armando Rodríguez González        | 1989-1991           |
| Rafael Páez Martínez              | 1992-1994           |
| Félix Ángel Gutiérrez Martínez    | 1994-1997           |
| Reynaldo Escamilla Rodríguez      | 1997-2000           |
| José Ángel Gutiérrez Salinas      | 2000-2003           |
| Juan José Páez Hernández          | 2003-2006           |
| Arturo Bosques González           | 2006-2009           |
| Prisciliano Rodríguez Salinas     | 2009-2012           |
| Jesús Ángel Cuellar Barrientos    | 2012-2015           |

Juan José Costilla Villa.       2015-2018
Mayra Ábrego Montemayor 2018-2021
Mayra Abrego Montemayor 2021-2024